# Pampero TV

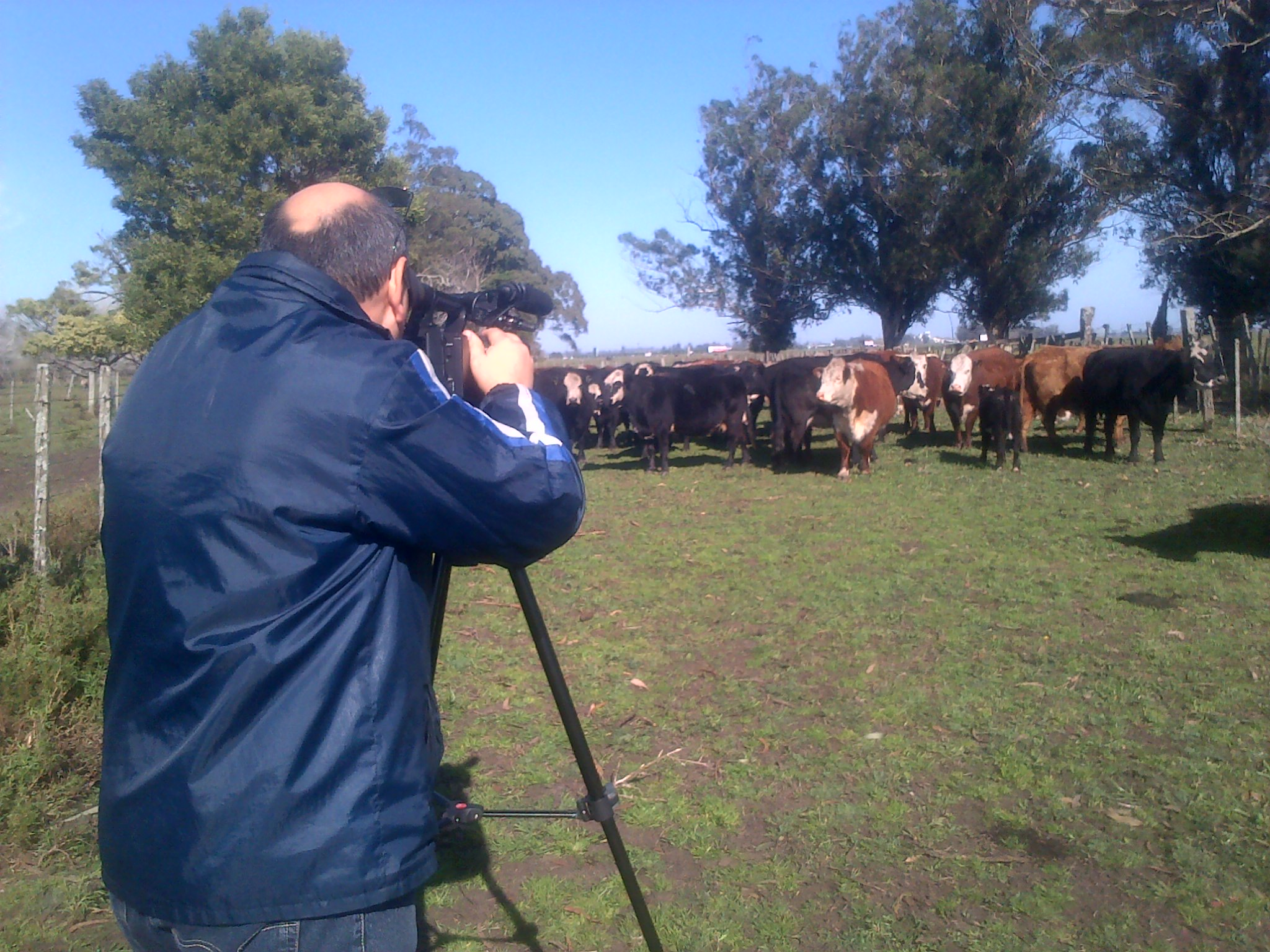
Camarógrafo de INTA registrando imágenes para Pampero TV.

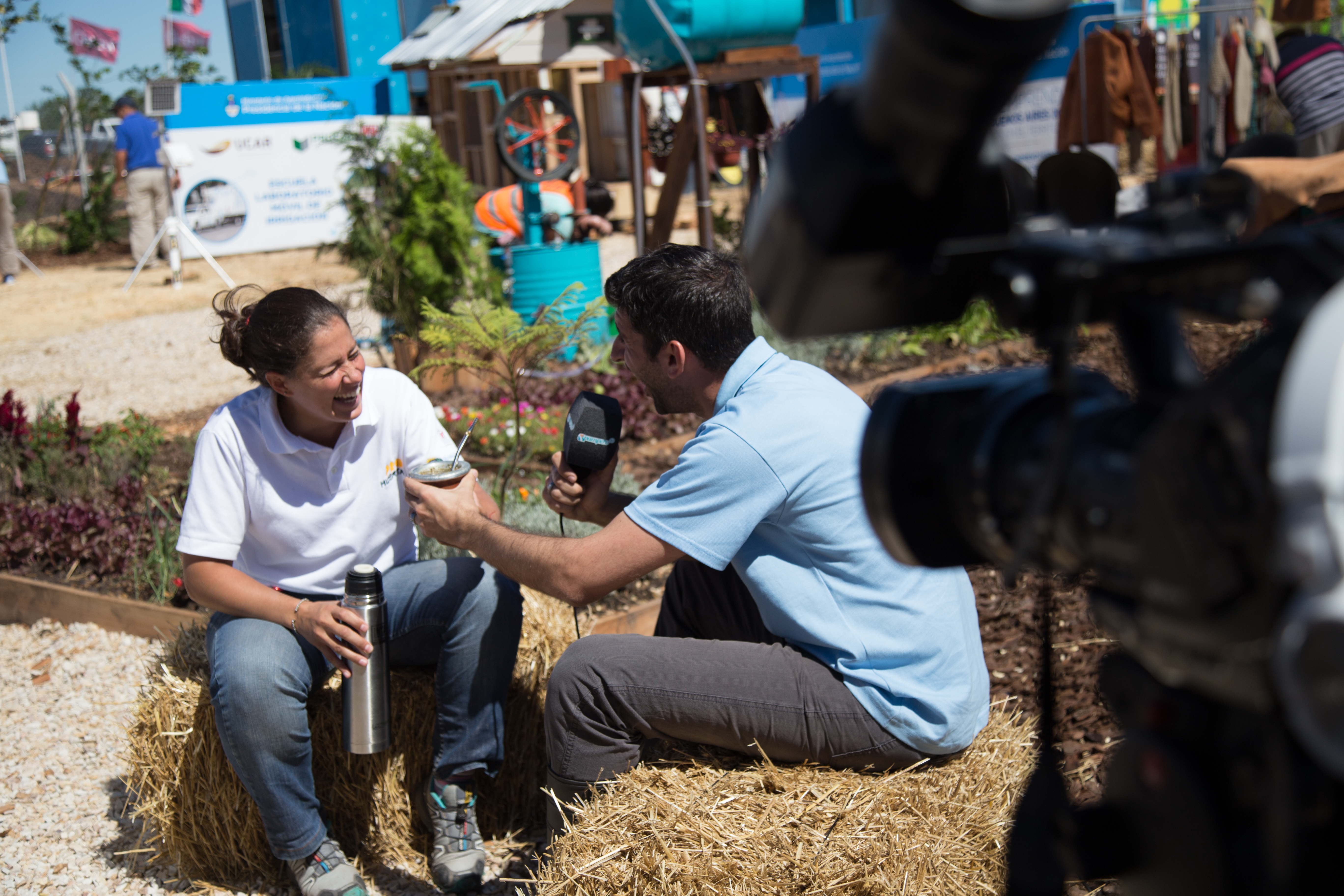
Entrevista a técnica de Prohuerta San Pedro, para el programa Pampero TV en la 11° edición de Expoagro, San Nicolás, provincia de Buenos Aires.

Pampero TV es el primer programa de televisión de Argentina que se emite desde una ciudad del interior del país para todo el territorio nacional.
Es un noticiero agropecuario, agroalimentario y agroindustrial que forma parte de la grilla de programación de Canal 12 (Trenque Lauquen) y de Televisión Pública al nivel nacional.  Cuenta con la conducción de Yamilia Chiodi. El programa surgió a partir del convenio de cooperación suscrito en diciembre de 2014 entre el presidente del Instituto Nacional de Tecnología Agropecuaria (INTA), Francisco Anglesio, y el presidente de Radio y Televisión Argentina Sociedad del Estado (RTA), Tristán Bauer.

## Historia
El programa salió al aire por primera vez el 3 de abril de 2014 por Canal 12, y el 15 de diciembre de ese año comenzó su transmisión por Televisión Pública Argentina. Durante el comienzo fue conducido por Mariano Grandi hasta 2015 y desde ese mismo año hasta la actualidad conduce Yamila Chiodi.
El horario era de 6:00 a. m. a 6:30 a. m. hasta el 15 de abril de 2016. Pero el 18 de abril de ese año, pasó a emitirse de 6:30 a. m. a 7:00 a. m.. Desde mediados de 2018 hasta 2020, el programa se emitió desde las 7:30 a. m. hasta las 8:00 a. m. A partir de 2020, el programa regresó al horario de las 6 a. m.
Es coproducido por Canal 12, como parte del sistema de medios estatales, el INTA y el Servicio Nacional de Sanidad y Calidad Agroalimentaria (Senasa) .

## Reconocimientos
El 25 de octubre de 2014 en una ceremonia realizada en la estancia Paso Flores, de la Provincia de Río Negro, a los seis meses de salida diaria en la pantalla, Pampero TV obtiene el premio Premio Nacional “Lanín de Oro” (en su octava edición) a “Mejor programa agropecuario de TV”, galardón que entrega la Asociación Patagónica de Arte Cultura y Comunicación (APACC). En junio de 2015, ganó el Martín Fierro Federal, en la categoría "Mejor Programa Agropecuario en Televisión". En noviembre de ese mismo año, Pampero TV fue ganador del premio Faro de Oro por mejor noticiero agropecuario.

## Producción colaborativa
La producción del programa tiene una organización innovadora dado que el contenido es producido y realizado por los comunicadores de los distintos centros regionales y experimentales del INTA lo que constituye una producción descentralizada. Esta innovación lleva a la práctica conceptos de la comunicación para el desarrollo y del artículo 1° de la Ley de Servicios de Comunicación Audiovisual que dice que la ley busca desarrollar "mecanismos destinados a la promoción, desconcentración y fomento de la competencia con fines de abaratamiento, democratización y universalización del aprovechamiento de las nuevas tecnologías de la información y la comunicación dado que cuenta con 15 equipos de producción distribuidos a lo largo del extenso territorio continental argentino. Estos equipos preproducen y realizan notas que reflejan la diversidad cultural nacional respetando las características propias de cada región.